# Лінково
Лінково (пол. Linkowo, нім. Schrengen) — село в Польщі, у гміні Кентшин Кентшинського повіту Вармінсько-Мазурського воєводства.
Населення — 113 осіб (2011).
У 1975-1998 роках село належало до Ольштинського воєводства.

## Демографія
Демографічна структура станом на 31 березня 2011 року:
|          | Загалом | Допрацездатний вік | Працездатний вік | Постпрацездатний вік |
| -------- | ------- | ------------------ | ---------------- | -------------------- |
| Чоловіки | 58      | 10                 | 39               | 9                    |
| Жінки    | 55      | 10                 | 28               | 17                   |
| Разом    | 113     | 20                 | 67               | 26                   |